# 湊川みる
湊川 みる（みなとがわ みる、2001年7月13日 - ）は、日本のグラビアアイドル、アイドルグループ「トキメロ」の元メンバー。千葉県出身。

## 略歴
撮影会モデルとして2020年初頭より活動を開始。撮影会スタジオ・Gスタ専属であったため、スタジオを運営するKARINTOW所属となる。2020年4月、KARINTOWがプロデュースしていたアイドルグループ、「日日是好日(ヒビコレ)」に加入。2020年11月1日よりグループ運営がDoingEntertainmentに移行し、湊川も新事務所へと所属する。
2020年12月、グループが「ヒビコレ」に改称。同年10月に本人希望によりグループ脱退するも2020年12月に再加入した。
2021年1月、新型コロナウイルスの感染拡大を受けて東京都下に緊急事態宣言が発令されると湊川以外のメンバーが相次いで活動を自粛。ヒビコレとしてのライブ出演が事実上困難となり、妹分ユニットとして準備していた「トキメロ」を湊川を含む5人で前倒しで緊急デビューさせ、代打のような形で穴を埋めるスクランブル状態となる。2021年2月13日をもって、ヒビコレが運営体制終了を発表。兼任メンバーであった湊川は以降、トキメロ専任で活動することになり、改めてトキメロリーダーに就任した。
2022年3月には「春のTOKYO GRAVURE IDOL FESTIVAL ONLINE 2022」に参加し、水着姿を披露。これがSNSで話題になったことで2022年12月より、念願であった個人活動をスタート。2023年3月24日にはGカップある胸を武器にしたグラビアアイドルとして、初のイメージビデオを発売。水着グラビアはやりたかったが、イメージビデオについて当初は「アイドルが出すものじゃないと思っていた」という。
2023年9月15日、SNSにて11月3日をもってのトキメロ卒業を発表。グラビアアイドル活動に尽力するため、事務所も同日をもって退所することを発表した。
同年10月、週刊プレイボーイ創刊57周年企画「NIPPONグラドル57人」にグラビアニュージェネレーションの1人として掲載。

## 人物
アイドルを目指したきっかけは、「きらりん☆レボリューション」と「アイカツ!」。
趣味は散歩。特技は野菜の収穫。
2022年10月19日、イベントでしつこく「下の毛生えてるのか?」等性的な質問をされたことや、その後のいやがらせ行為により、体調異変などの被害が出たことを訴えた。なお、質問には「人間なので毛も生える」と回答している。
HOMINIS編集部は容姿やキャラクターについて「"かわいいは正義"」と紹介。日刊ゲンダイは「 “かわいいは正義”を具現化した」と形容した。

## 作品

### イメージビデオ
- 僕をみる 君をみる/湊川みる（2023年3月24日、竹書房）[16]
- 恋してみる？/湊川みる（2023年7月20日、ラインコミュニケーションズ）[17]
- 愛してみる？/湊川みる（2023年11月20日、ラインコミュニケーションズ）[18]